# レーティッシュ鉄道Ge4/4 II形電気機関車

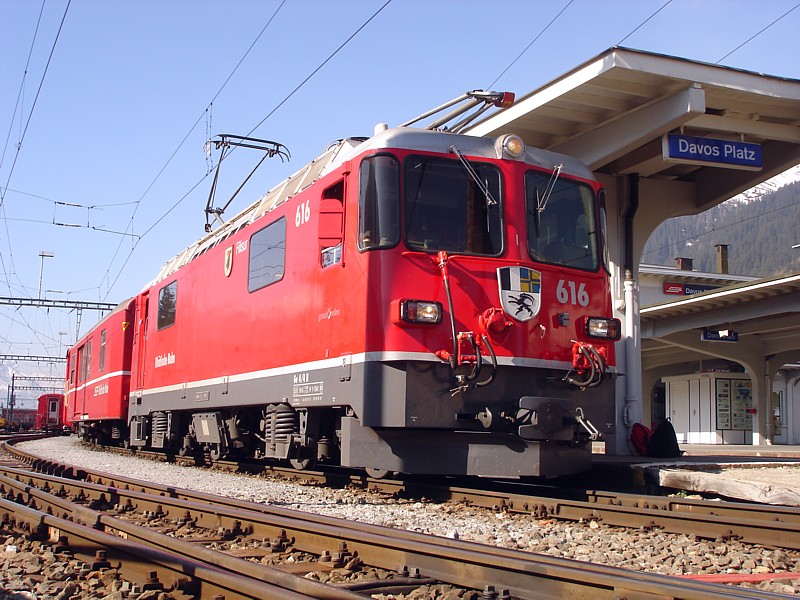
Ge4/4^{II} 616号機、前照灯改造後、2004年以降の新塗装、ダヴォス・プラッツ駅

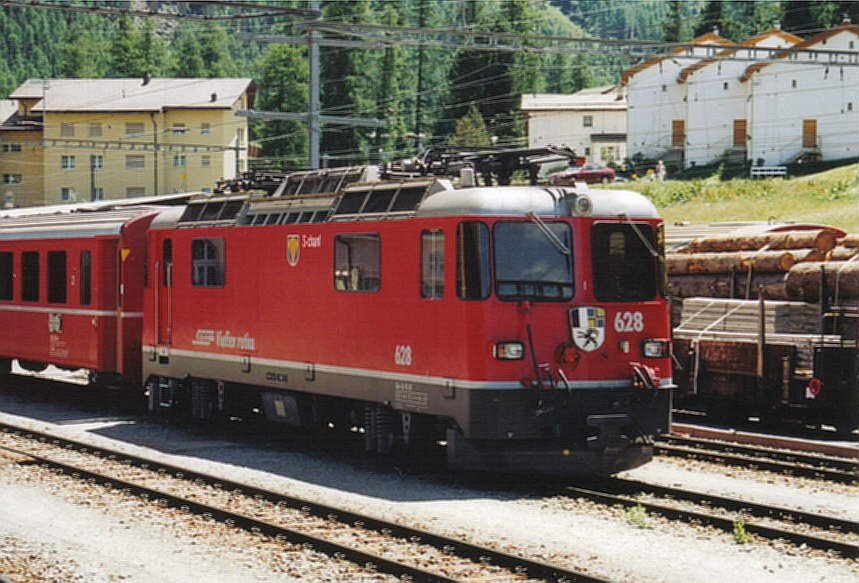
Ge4/4^{II} 628号機、前照灯改造後の姿、ポントレジーナ駅

レーティッシュ鉄道Ge4/4II形電気機関車(レーティッシュてつどうGe4/4IIがたでんきかんしゃ)は、スイスのレーティッシュ鉄道（Rhätischen Bahn (RhB)）の本線系統で使用される山岳鉄道用電気機関車である。

## 概要
1960年代のレーティッシュ鉄道本線系統で主力として運用されていた1910年代製のGe2/4形、Ge4/6形、1920年代製のGe6/6Iといった旧型電気機関車の代替と、旅客及び貨物輸送量の増加に対応するために計画され、1973年と1984-85年にそれぞれ10両と13両が製造された電気機関車で、当初の設計要件は35パーミルで200tを牽引して52km/hで、45パーミルで150tを牽引できる連続定格出力1600kWの4軸機というものであった。当時レーティッシュ鉄道ではサイリスタ位相制御の実用化を目指しており、シーメンス製の制御装置を搭載した1969年製のTe2/2 74-75形試作小形入換用電気機関車の導入および、BBC製の制御装置を搭載したベルン-レッチュベルク-シンプロン鉄道の試作改造機であるRe4/4形161号機を借用してのクール - ドマート/エムス間の1435mm/1000mmの三線区間での試運転などを実施しており、その結果を本機及び1971年から製造されたBe4/4 511-516形の実用化に結び付けている。本機は車体、機械部分、台車の製造をSLM、電機部分、主電動機の製造をBBCが担当し、価格は1両約3,800,000スイス・フラン（1984年製造分）であり、サイリスタ位相制御により1時間定格出力1700kW、牽引力116.5kNを発揮する汎用機となっており、35パーミルで200tを52km/hで牽引可能な性能を持つ。それぞれの機番とSLM製番、製造年、機体名（主に沿線の街の名称、各機体にエンブレムが設置される）は下記のとおりであり、総数23両はレーティッシュ鉄道の機関車では最大勢力である。なお、本機を3台車6軸、2車体連接としたGe6/6III形711、712号機の製造も計画されたが実現はしていない。
1973年に製造されたグループ
- 611 - 4884 - 1973年5月30日 - Landquart
- 612 - 4885 - 1973年7月20日 - Thusis
- 613 - 4886 - 1973年7月31日 - Domat/Ems
- 614 - 4887 - 1973年8月14日 - Schiers
- 615 - 4888 - 1973年9月3日 - Klosters
- 616 - 4889 - 1973年9月28日 - Filisur
- 617 - 4890 - 1973年10月5日 - Ilantz
- 618 - 4891 - 1973年11月5日 - Berün/Bravuogn
- 619 - 4892 - 1973年12月3日 - Samedan
- 620 - 4893 - 1973年12月19日 - Zernez

1984、1985年に製造されたグループ
- 621 - 5262 - 1984年2月9日 - Felsberg
- 622 - 5263 - 1984年3月8日 - Arosa
- 623 - 5264 - 1984年4月5日 - Bonaduz
- 624 - 5265 - 1984年5月19日 - Celerina/Schlarigna
- 625 - 5266 - 1984年6月1日 - Küblis
- 626 - 5267 - 1984年6月28日 - Malans
- 627 - 5268 - 1984年8月2日 - Reichenau-Tamins
- 628 - 5269 - 1984年8月30日 - S-chanf
- 629 - 5270 - 1984年10月4日 - Tiefencastel
- 630 - 5271 - 1984年10月31日 - Trun
- 631 - 5272 - 1984年11月30日 - Untervaz
- 632 - 5273 - 1984年12月12日 - Zizers
- 633 - 5274 - 1985年1月30日 - Zous

機体名/エンブレム一覧
611号機 Landquart
612号機 Thusis
613号機 Domat/Ems
614号機 Schiers
615号機 Klosters
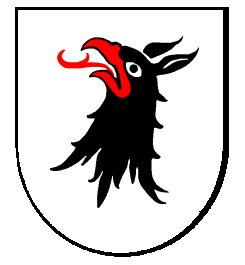
616号機 Filisur
617号機 Ilantz
618号機 Berün /Bravuogn
619号機 Samedan
620号機 Zernez
621号機 Felsberg
622号機 Arosa
623号機 Bonaduz
624号機 Celerina /Schlarigna
625号機 Küblis
626号機 Malans
627号機 Reichenau-Tamins
628号機 S-chanf
629号機 Tiefencastel
630号機 Trun
631号機 Untervaz
632号機 Zizers
633号機 Zous

## 仕様

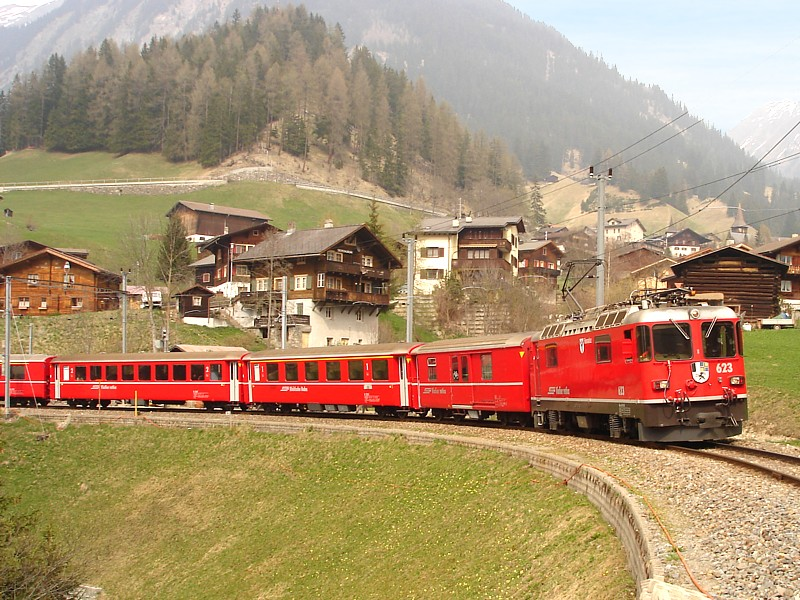
Ge4/4^{II} 623号機、前照灯改造後の姿

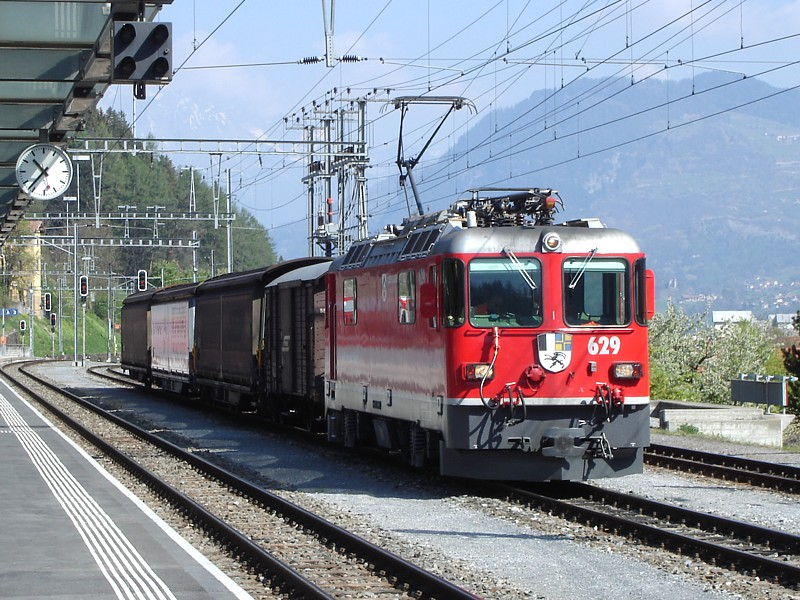
本線系統で貨物列車を牽引するGe4/4^{II} 629号機、テュシス駅、前照灯改造後

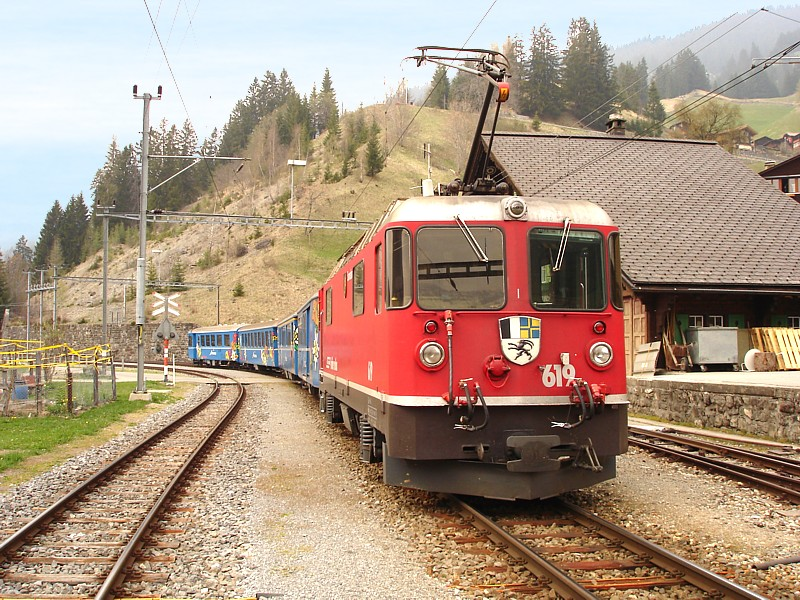
アローザ急行を牽引するGe4/4^{II} 619号機、原形、赤色塗装

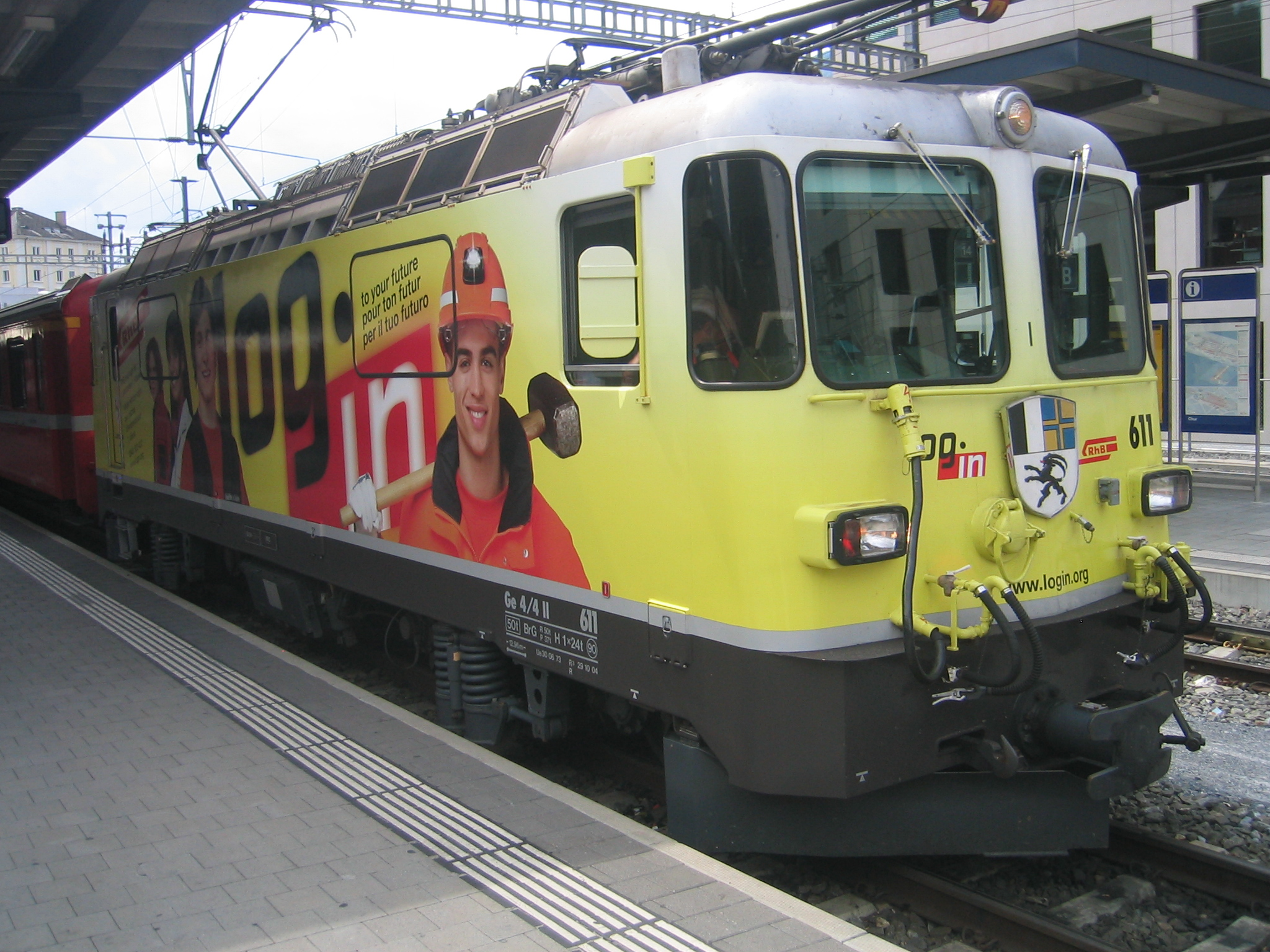
広告塗装のGe4/4^{II} 611号機、クール駅

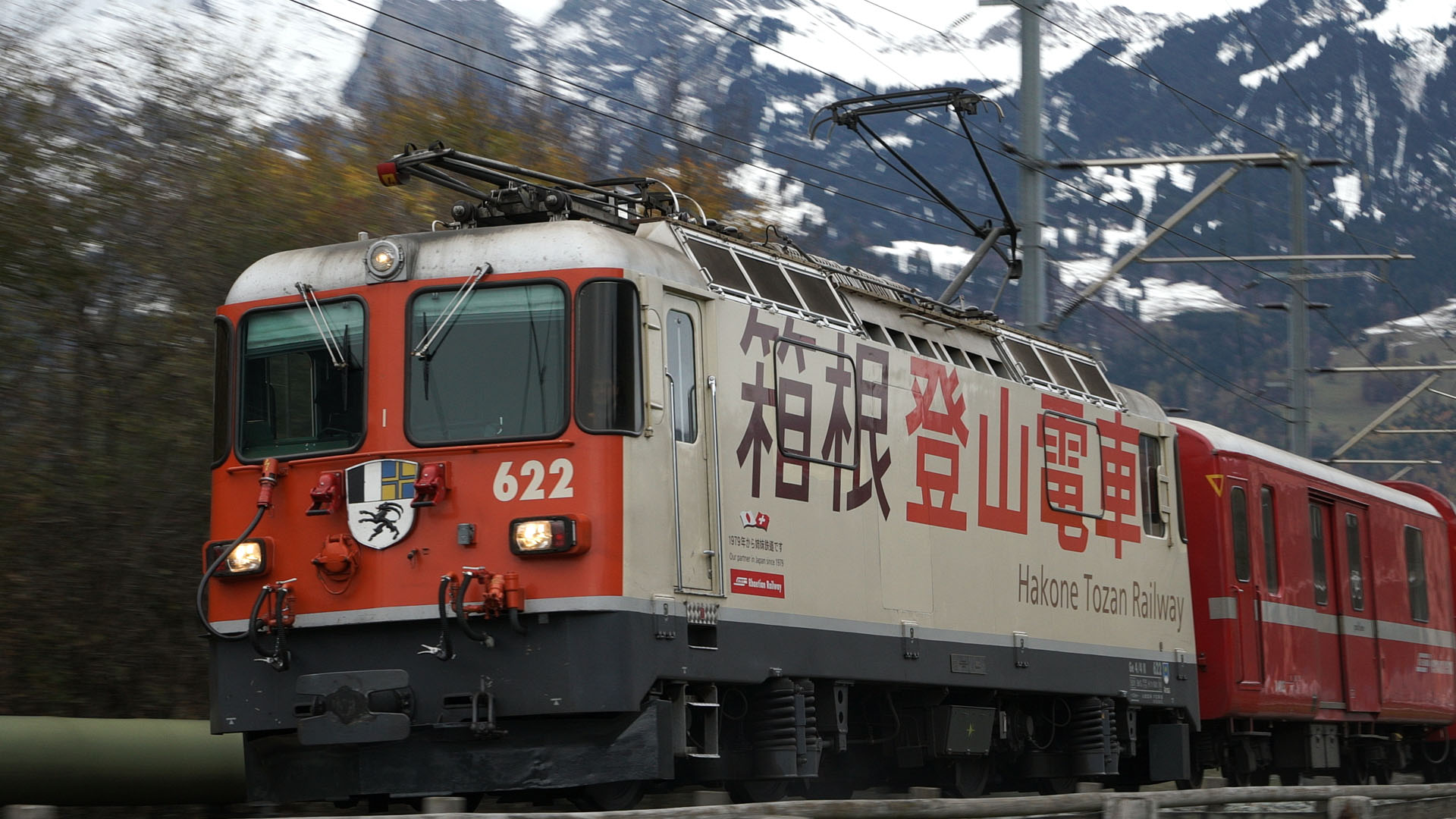
箱根登山電車ロゴ塗装の622号機

### 車体
- 車体はスイス国鉄Re4/4II形電気機関車を小型化したデザインで、正面は2枚窓＋両サイド部の曲面ガラスの組合せ、窓下部に大型の丸型前照灯を2箇所と上部中央に小型の丸型前照灯を1箇所設置したデザイン、側面は平滑で明取り窓が2箇所設けられている。
- 屋根上はパンタグラフ部分の屋根肩部には空気取入口のルーバーが並び、中央部には発電ブレーキ用の主抵抗器が設置されている。なお、屋根は取外しが可能な構造となっている。
- 運転室は長さ1710mmでスイスやドイツで一般的な円形のハンドル式のマスターコントローラーが設置されている。運転室横の窓は下降式、運転室乗降扉は右側のみの設置で、その前部には電動式のバックミラーが設置されている。
- 連結器はねじ式連結器で緩衝器が中央、フック・リングがその左右にあるタイプである。また、車体の前面下部に大型のスノープラウが設置されている。
- 塗装ほか
  - 1973年に製造された機体は車体塗装は濃緑色をベースに車体裾部がダークグレーで濃緑色との境界部分に白帯で、側面の中央に“RhB”と機番の切抜文字が、運転席側の側面窓下には機体名の切抜文字が、反対側の側面窓下にはエンブレムが設置され、正面中央にはレーテッシェ鉄道のエンブレムが設置されていた。また、屋根および屋根上機器が銀色、床下機器と台車はダークグレーであった。
  - 1984-85年に製造された機体は車体塗装は赤をベースに車体裾部がダークグレー、赤色との境界部分に銀帯が入るもので、側面の運転席側の側面窓横に機体名とエンブレムが、反対側の側面窓下にはレーティッシュ鉄道のロゴがそれぞれつき、正面は右下に機番が入り、中央にはレーティッシュ鉄道のエンブレムが設置されている。また、屋根および屋根上機器が銀色、床下機器と台車はダークグレーである。
  - 2004年以降に順次現行の新塗装に変更されており、側面窓下のレーティッシュ鉄道のロゴがマークの無いレタリングのみのものとなり、運転席側の側面窓の下にあった機番が窓後部に移り、窓下にはグラウビュンデン州のロゴが入るものとなっている。
  - 611号機が2007年からスイスの鉄道従事員養成会社であるlogin[6]の全面広告塗装機となっているほか、619号機が2010年にベルニナ線開業100周年を記念した、紺色をベースにベルニナ線の名所であるブルージオのオープンループ線をデザインした塗装となっている。
  - 622号機は、姉妹鉄道の箱根登山電車のロゴを側面に大書した塗装となっている。

### 走行機器
- 制御方式はサイリスタ位相制御で、1台の制御装置で台車ごとの2台の主電動機を制御する方式としており、主変圧器を車体中央に、その前後に制御装置を1台ずつ設置している。なお、いずれも冷却方式は油冷式で冷却用のオイルポンプとオイルクーラーを装備しており、冷却風は屋根上肩部の吸気口から吸入する。
- 主変圧器はアルミニウム筺体の総重量7110kgのもので、出力は走行用にAC470V/412kVAを4組と界磁励磁用のAC188V/31kVA、補機駆動用にAC235V/60kVA、AC157V/12kVA、AC94V/8kVA、列車暖房用にAC313V/300kVAのものを持っている。
- ブレーキ装置は他励界磁をチョッパ制御することにより最大ブレーキ力44kNの発電ブレーキ力を発揮するほか、空気ブレーキ（機関車用）、手ブレーキ、客車などの列車用に真空ブレーキ装置を装備する。
- 主電動機は1時間定格出力425kW、連続定格出力380kWのBBC 製Typ 6FHO 4338直流複巻整流子電動機 を4台搭載し、1時間定格牽引力116.5kN、連続定格牽引力101.5kNの性能を発揮する。冷却は2基の冷却ファンによる強制通風式で、冷却風は屋根肩部の吸気口から吸入する。
- 台車は軸距2300mm、車輪径1070mmのボルスタレス式台車とし、2台の台車をリンクで接続することで曲線での横圧を減らす方式としている。また、軸箱支持方式は円筒案内式、牽引力伝達は低引張棒式で牽引点はレール面上190mm、枕ばね、軸ばねともにコイルばねとしている。主電動機は台車枠に装荷されて、クイル式の一種であるBBC製スプリングドライブ式の駆動装置で動輪に伝達される方式となっており、減速比は1:5.118である。
- そのほか、パンタグラフはシーメンス製のシングルアーム式を2台搭載するほか、主開閉器はTyp DBTF 20i200空気遮断器を屋根上に搭載、補機は交流180Vもしくは280V駆動で、送風能力3m3/sの主電動機等用送風機2台、主変圧器用と位相制御器用の2台の容量1000l/minのオイルポンプ、BBC製で容量1000l/minのTyp 2A 115電動空気圧縮機、SLM製で容量244m3/sのTyp SLM VL20電動真空ポンプ、40V-60Aの蓄電池などとなっている。

### 主要諸元
- 軌間：1000mm
- 電気方式：AC11kV 16.7Hz 架空線式（電圧範囲AC9.5-13.2kV）
- 最大寸法：全長12960mm、全幅2650mm、全高3865mm（パンタグラフ折畳時）
- 軸距：2300mm
- 台車中心間距離：6200mm
- 自重：50.0t（機械部品23.7t、電気部品26.3t）
- 走行装置
  - 主制御装置：サイリスタ位相制御
  - 主電動機：Typ 6FHO 4338直流複巻整流子電動機×4台（連続定格出力：380kW[7]、1時間定格出力：420kW[8]）
  - 減速比：5.118（17:87）
- 牽引力
  - 牽引力：101.5kN（連続定格出力、於53km/h）、116.5kN（定格出力、於52km/h）、178.5kN（最大出力）
  - 牽引トン数：150t（45パーミル）、230t（35パーミル、52km/h）
  - ブレーキ力：44kN、520kW（いずれも最大）
- 最高速度：90km/h
- ブレーキ装置：発電ブレーキ、空気ブレーキ（機関車用）、手ブレーキ、真空ブレーキ（列車用）

### 改造
- 濃緑色塗装であった611-620号機は1984-1988年にかけて621号機以降と同じ赤色塗装に変更された。その際に切抜文字であった部分についてはマーキングとされたが、機体名のエンブレムについては貼付式のままとされ[9]、エンブレムもマーキングである621号機以降との識別点となっている。
- 1990年代後半から前照灯がスイスの鉄道車両で標準となっている前照灯と尾灯が一体となった角型のものに交換されている。なお、629号機のように取付位置が若干上寄りの車両もあるなど、改造には若干の個体差がある。
- 2003年以降ラントクアルト工場でシーメンス製の電機品を使用しての更新改造が年5両程度のペースで行われている。
- 2008年頃よりレーティッシュ鉄道ABe8/12 3501-3515形の導入に向けて新しい重連総括制御用の25+4芯の電気連結器を前面に増設している。

## 運行

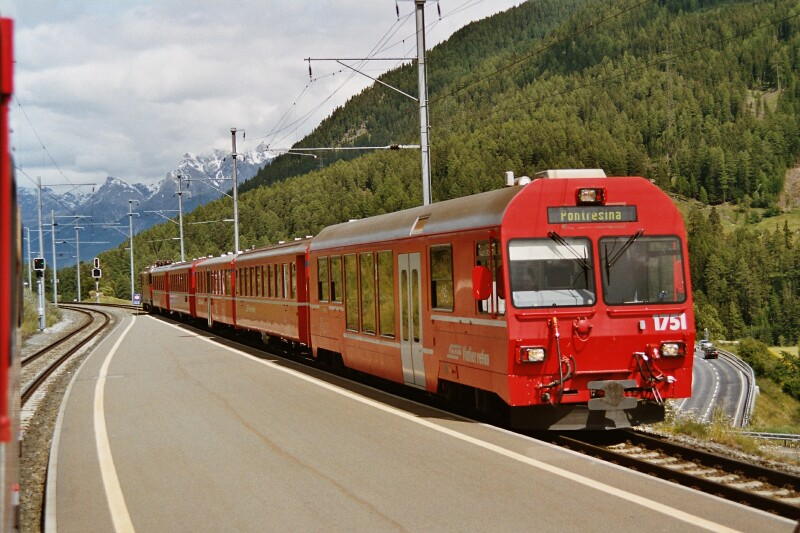
NEVA Retica、最後尾がGe4/4^{II}形

- レーティッシュ鉄道のAC11kV区間の全線で使用されている。
- 旅客列車では単機または重連で軽量客車を牽引しており、氷河急行やベルニナ急行にも使用される。
- 貨物列車や混合列車の牽引にも単機または重連で使用される。
- 1997年10月29日にクール・アローザ線の電源方式がDC2200Vから本線系統と同じAC11kV 16 2/3Hzに変更されたことに伴い、同線の列車は本線系統と同じく機関車牽引となったが、これに本機がほぼ専用に使用され[10]、アローザ急行も牽引している。なお、同線のクール市内は併用軌道であるため、本機が路上を走行する姿を見ることができる。
- 1999年から設定されたフェライナトンネルを通ってラントクアルトとシュクオール・タラスプやポントレジーナ間などを結ぶ"NEVA Retica"[11]と呼ばれる、Ge4/4II形にEW I系の100km/h対応改造車の1等車1両、2等車3両、1999年製の部分低床式2等荷物制御客車のBDt 1751-1758形1両で編成を組むプッシュプル式の旅客列車の牽引には専用で使用されていた。
- スイス国内の列車がパターンダイヤ化されたBahn+Bus 2000計画によってレーティッシュ鉄道でも旅客列車の運行系統の整理や一部区間の複線化による運行の効率化によって、昼間時間帯を中心に1時間ごとのパターンダイヤ化され、本機はラントクアルト - ダヴォス・プラッツおよびダヴォス・プラッツ - フィリズール間とポントレジーナ - シュクオール・タラスプ間でBDt 1751-1758形制御客車と客車による"NEVA Retica"もしくは"NEVA Pendel"と呼ばれるシャトルトレイン、クール・アローザ線でのABt 1701-1702形、Bt 1703形制御客車と客車によるシャトルトレイン、ディセンティス/ミュンスター - クール - （フェライナトンネル） - シュクオール・タラスプ間の旅客列車および全線での貨物列車の牽引に使用されている。なお、例として2010年夏ダイヤ平日における運用を下表に示す。

| 運用 | 出庫                        | 運行概要 | 入庫                                       |
| ---- | --------------------------- | --- | ------------------------------------------ |
| 41   | ラントクアルト              | 主にラントクアルト - ダヴォス・プラッツおよびダヴォス・プラッツ - フィリズール間のシャトルトレイン （Ge4/4II形+客車+BDt 1751-1758形制御客車）                               | サメダン                                   |
| 42   | サメーダン                  | 主にラントクアルト - ダヴォス・プラッツおよびダヴォス・プラッツ - フィリズール間のシャトルトレイン （Ge4/4II形+客車+BDt 1751-1758形制御客車）                               | ラントクアルト                             |
| 301  | ラントクアルト              | 主にディセンティス/ミュンスター - クール - （フェライナトンネル） - シュクオール・タラスプ間の旅客列車 （Ge4/4II形+客車）                                                   | クール                                     |
| 302  | クール                      | 主にディセンティス/ミュンスター - クール - （フェライナトンネル） - シュクオール・タラスプ間の旅客列車 （Ge4/4II形+客車）                                                   | サメーダン                                 |
| 303  | サメーダン                  | 主にディセンティス/ミュンスター - クール - （フェライナトンネル） - シュクオール・タラスプ間の旅客列車 （Ge4/4II形+客車）                                                   | サメーダン                                 |
| 304  | サメーダン                  | 主にディセンティス/ミュンスター - クール - （フェライナトンネル） - シュクオール・タラスプ間の旅客列車 （Ge4/4II形+客車）                                                   | ダヴォス・プラッツ                         |
| 305  | ダヴォス・プラッツ          | 主にディセンティス/ミュンスター - クール - （フェライナトンネル） - シュクオール・タラスプ間の旅客列車 （Ge4/4II形+客車）                                                   | ラントクアルト                             |
| 306  | ラントクアルト              | 不定期列車、金曜のみ一部定期旅客列車が加わるの旅客列車 | ラントクアルト ディセンティス/ミュンスター |
| 307  | ラントクアルト              | 主にダヴォス・プラッツ - ラントクアルト - イランツ間の貨物列車と一部旅客列車                                                                                                | ラントクアルト                             |
| 308  | ラントクアルト              | 主にディセンティス/ミュンスター - クール - （フェライナトンネル） - シュクオール・タラスプ間の旅客列車 （Ge4/4II形+客車）                                                   | シュクオール・タラスプ                     |
| 309  | シュクオール・タラスプ      | 主にディセンティス/ミュンスター - クール - （フェライナトンネル） - シュクオール・タラスプ間の旅客列車 （Ge4/4II形+客車）                                                   | ディセンティス/ミュンスター                |
| 310  | ディセンティス/ミュンスター | 主にラントクアルト - トゥシス、ラントクアルト - イランツ間などの貨物列車と一部旅客列車                                                                                      | ラントクアルト クール                      |
| 311  | ラントクアルト クール       | 主にクール - ポントレジーナ間のベルニナ急行と金曜のみ一部旅客列車 | ディセンティス/ミュンスター クール         |
| 312  | ディセンティス/ミュンスター | 主にディセンティス/ミュンスター - クール - （フェライナトンネル） - シュクオール・タラスプ間の旅客列車 （Ge4/4II形+客車）                                                   | ディセンティス/ミュンスター                |
| 313  | ディセンティス/ミュンスター | 主にディセンティス/ミュンスター - クール - （フェライナトンネル） - シュクオール・タラスプ間の旅客列車 （Ge4/4II形+客車）                                                   | ラントクアルト                             |
| 314  | クール                      | 主にクール - ラントクアルト間の不定期貨物列車とクール - ドマート/エムス間の貨物列車、一部アルブラ線の旅客列車                                                               | クール                                     |
| 61   | クール ラントクアルト       | 主にクール - アローザ間のシャトルトレイン （Ge4/4II形+客車+ABt 1701-1702形およびBt 1703形制御客車）                                                                         | アローザ                                   |
| 62   | アローザ                    | 主にクール - アローザ間のシャトルトレイン （Ge4/4II形+客車+ABt 1701-1702形およびBt 1703形制御客車）                                                                         | アローザ                                   |
| 63   | アローザ                    | 主にクール - アローザ間のシャトルトレイン （Ge4/4II形+客車+ABt 1701-1702形およびBt 1703形制御客車）                                                                         | ラントクアルト クール                      |
| 31   | ラントクアルト              | 主にポントレジーナ - シュクオール・タラスプのシャトルトレイン （Ge4/4II形+客車+BDt 1751-1758形制御客車の2編成とGe4/4I形+客車+BDt 1721-1723形制御客車の2編成による共同運用） | シュクオール・タラスプ                     |
| 32   | シュクオール・タラスプ      | 主にポントレジーナ - シュクオール・タラスプのシャトルトレイン （Ge4/4II形+客車+BDt 1751-1758形制御客車の2編成とGe4/4I形+客車+BDt 1721-1723形制御客車の2編成による共同運用） | シュクオール・タラスプ                     |
| 33   | シュクオール・タラスプ      | 主にポントレジーナ - シュクオール・タラスプのシャトルトレイン （Ge4/4II形+客車+BDt 1751-1758形制御客車の2編成とGe4/4I形+客車+BDt 1721-1723形制御客車の2編成による共同運用） | サメーダン                                 |
| 34   | サメーダン                  | 主にポントレジーナ - シュクオール・タラスプのシャトルトレイン （Ge4/4II形+客車+BDt 1751-1758形制御客車の2編成とGe4/4I形+客車+BDt 1721-1723形制御客車の2編成による共同運用） | ラントクアルト                             |

1. ↑  2010年5月13日から10月24日まで
2. ↑  ライヒェナウ - ディセンティス/ミュンスター間
3. 1 2 3  月-木曜
4. 1 2 3  金曜
5. 1 2  月-水、金曜
6. 1 2  木曜
7. ↑  月、金曜
8. ↑  火-木曜

## 同形機

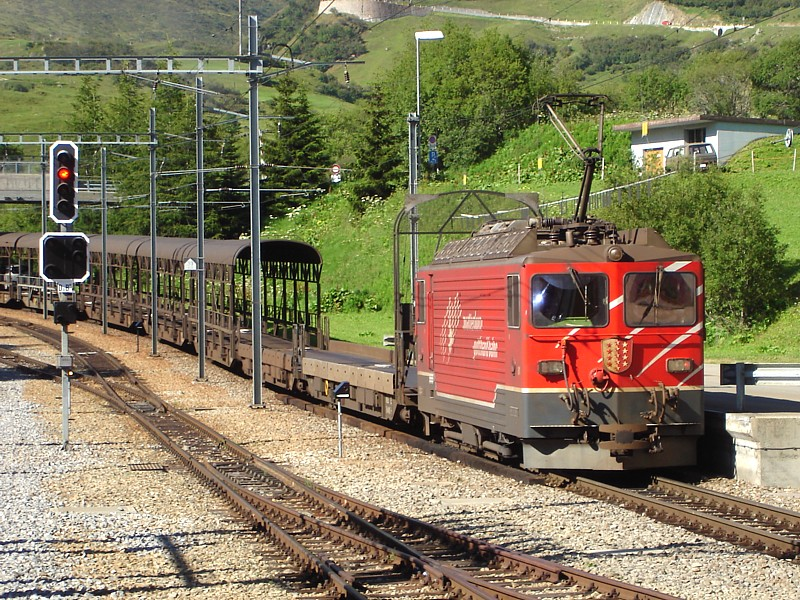
マッターホルン・ゴッタルド鉄道のGe4/4形81号機、列車フェリーを推進

- 準同形機としてフルカオーバーアルプ鉄道[12]がフルカベーストンネルの列車フェリー牽引機として1980年に製造したGe4/4形[13]があり、1982年のフルカベーストンネル開業前には当時機関車不足であったレーティッシュ鉄道が借入れて使用したこともある。なお、外観が大きく異なるほか、台車も操舵台車となり、BBC製のスライドベアリング式の駆動装置を装備する。